# 1922 في كندا
فيما يلي قوائم الأحداث التي وقعت خلال عام 1922 في كندا.

## سياسة

### تعيين في المنصب
- 28 فبراير – تشارلز ستيوارت عضو مجلس العموم الكندي.
- 18 يوليو – دوغلاس لويد كامبل member of the Legislative Assembly of Manitoba ‏.

### انتهاء فترة المنصب
- 1 يناير – تشارلز ستيوارت عضو الجمعية التشريعية في ألبرتا ‏.
- 1 يناير – جون لويس عضو المجلس النيابي لنيوفندلاند ولابرادور ‏.
- 7 يناير – فرانسوا-زافير برونيه bishop of Mont-Laurier ‏.
- 5 مارس – إدغار نيلسون رودس رئيس مجلس العموم الكندي [الإنجليزية]‏.
- 5 أبريل – ويليام ميلفيل مارتن Premier of Saskatchewan [الإنجليزية]‏،عضو المجلس التشريعي في ساسكاتشوان ‏.
- 1 نوفمبر – روبرت إيميت فين عضو مجلس نواب نوفا سكوشا ‏.

## مواليد

### يناير
- 1 يناير – برنارد كوان ممثل كندي.[1]
- 1 يناير – بي بي. وايت مؤرخ كندي.
- 1 يناير – جون تي غودفري[2]
- 1 يناير – كورين غالانت معلمة مدرسية كندية.
- 2 يناير – دونالد جيلكريست
- 2 يناير – فيرونيكا فوستر[3]
- 2 يناير – موريس ألارد سياسي كندي.[4]
- 21 يناير – لينكولن الكسندر سياسي كندي.[5]
- 27 يناير – جيمس موفات كاتب بريطاني.[6]

### فبراير
- 4 فبراير – إرفينغ فارمر كينيدي
- 6 فبراير – دونالد آيفي عالم فيزياء كندي.

### مارس
- 4 مارس – فرانك بينيت لاعب هوكي جليد كندي.
- 7 مارس – أليكس ريتسون لاعب هوكي جليد كندي.
- 10 مارس – توم كامبل لاعب هوكي جليد كندي.
- 12 مارس – بيرسي جينس كاتب كندي.
- 13 مارس – ريتشارد جوزيف أوديت
- 20 مارس – جاك كروستشين ممثل كندي.[7]
- 27 مارس – سيمما هولت سياسية كندية.[8]
- 28 مارس – جيمس أرمسترونغ ريتشاردسون سياسي كندي.[9]

### أبريل
- 6 أبريل – روي فوربس لاعب هوكي جليد كندي.
- 7 أبريل – كينيث بيكوك[10]
- 12 أبريل – جاك فيرغسون
- 12 أبريل – جيرالد هاميلتون أندرسون سياسي كندي.
- 26 أبريل – جان سوفي سياسية كندية - الحاكم العام لكندا.[11]
- 27 أبريل – روبرت كامبل سياسي كندي.[12]
- 30 أبريل – إرنست ساندز سياسي أمريكي.

### مايو
- 1 مايو – إرنست ريتشارد سياسي كندي.
- 2 مايو – أ. إم. روزنتال[13]
- 14 مايو – أرنولد بيترز سياسي كندي.[14]
- 22 مايو – هاري غوف فيزيائي كندي.[15]
- 28 مايو – دوغلاس ارين
- 30 مايو – بوب هووبر لاعب كرة قاعدة كندي.[16]

### يونيو
- 11 يونيو – إرفنغ غوفمان[17]
- 22 يونيو – ألان وليامز سياسي كندي.
- 27 يونيو – ميشيل نويل ممثل كندي.[18]
- 28 يونيو – جورج جي لاعب هوكي جليد من الولايات المتحدة الأمريكية.

### يوليو
- 1 يوليو – ديريك رايلي مُجدّف كندي.[19]
- 23 يوليو – روهان أوغريدي كاتبة كندية.[20]
- 24 يوليو – مادلين فيرون كاتبة كندية.[21]

### أغسطس
- 1 أغسطس – آرثر هيل ممثل كندي.[22]
- 1 أغسطس – ريغي كورنيل مدرب خيل من الولايات المتحدة الأمريكية.
- 7 أغسطس – بوب الكسندر لاعب كرة قاعدة كندي.[23]
- 9 أغسطس – دالاس شميت سياسي كندي.
- 10 أغسطس – كين ديفيز لاعب هوكي جليد كندي.
- 11 أغسطس – مافيز جالانت كاتبة كندية.[24]
- 24 أغسطس – غوردون أتكينسون سياسي كندي.
- 26 أغسطس – إليزابيث بروستر شاعرة كندية.[25]
- 26 أغسطس – غرانت كامبل سياسي كندي.[26]
- 27 أغسطس – جان بينوا فنان كندي.[27]
- 30 أغسطس – جاك لودفيغ كاتب كندي.[28]

### سبتمبر
- 1 سبتمبر – إيفون دي كارلو ممثلة كندية.[29]
- 8 سبتمبر – ليليان هيكي
- 24 سبتمبر – جون ميلفيل تورنر سياسي كندي.

### أكتوبر
- 1 أكتوبر – رايموند روك سياسي كندي.[30]
- 9 أكتوبر – ليون ديون عالم سياسة كندي.
- 18 أكتوبر – ميلدريد وارويك لاعبة كرة قاعدة من الولايات المتحدة الأمريكية.
- 23 أكتوبر – ويليام أكوين كاريو

### نوفمبر
- 12 نوفمبر – شارلوت ماكلويد[31]
- 13 نوفمبر – ماديلين شيروود ممثلة كندية.[32]
- 18 نوفمبر – ألبرت غيلبرت مصور كندي.[33]
- 18 نوفمبر – جورج رايلي سياسي كندي.
- 20 نوفمبر – رايموند أفليك مهندس معماري كندي.[34]
- 22 نوفمبر – جيمي كيلبيرن لاعب هوكي جليد كندي.
- 25 نوفمبر – ويليس أدكوك كيميائي كندي.

### ديسمبر
- 5 ديسمبر – بروس هوارد سياسي كندي.[35]
- 18 ديسمبر – لاري د. مان ممثل كندي.[36]
- 18 ديسمبر – مارتن ويلك إحصائي كندي.
- 26 ديسمبر – شيرلي باترسون ممثلة كندية.[37]
- 27 ديسمبر – فرد ديك
- 28 ديسمبر – رالف بوكانان لاعب هوكي جليد كندي.
- 31 ديسمبر – والاس لامبرت نفساني كندي.

## وفيات

### يناير
- 1 يناير – كلارنس توماس كامبل (مواليد 1843) سياسي كندي.[38]
- 7 يناير – فرانسوا-زافير برونيه (مواليد 1868) كهنوت كندي.
- 8 يناير – جوزيف أوليفر (مواليد 1852) سياسي كندي.
- 13 يناير – جوزيف ميلارد (مواليد 1836) سياسي أمريكي.[39]
- 21 يناير – جون لويس (مواليد 1867) سياسي كندي.
- 24 يناير – آرثر بوير (مواليد 1851) سياسي كندي.[40]

### فبراير
- 19 فبراير – ديفيد واتسون (مواليد 1869) ضابط كندي.
- 23 فبراير – هارون أبيل رايت (مواليد 1840) سياسي كندي.[41]
- 24 فبراير – دبليو. د. إتش بيلي (مواليد 1827) سياسي نيوزيلندي.

### مارس
- 30 مارس – جون كرايغ إيتون (مواليد 1876)

### مايو
- 31 مايو – إدوارد إل. أنتوني (مواليد 1849) سياسي كندي.[42]

### يوليو
- 22 يوليو – سارا جانيت دونكان (مواليد 1861)[43]

### أكتوبر
- 11 أكتوبر – ويليام جيمس هيل (مواليد 1854) سياسي كندي.

### ديسمبر
- 27 ديسمبر – إميل مورو (مواليد 1877) سياسي كندي.